# Cessna 404 Titan
Pour les articles homonymes, voir Titan.
Le Cessna 404 Titan est un avion de transport civil léger américain conçu et réalisé dans les années 1970. Il a aussi connu une carrière limitée dans le domaine du transport militaire léger.

## Historique

### Développement

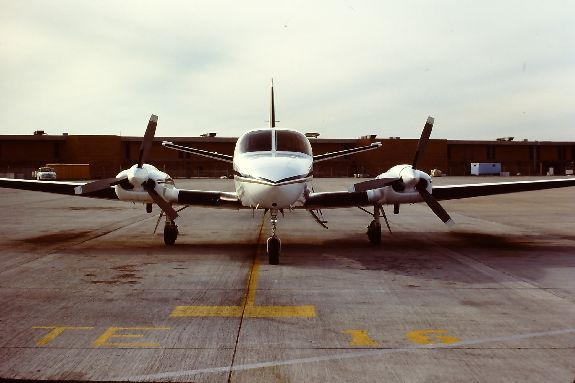
Cessna 404 Titan.

Dans le but de s'implanter sur le marché des avions civils de transport léger les dirigeants de Cessna lancèrent en 1974 le développement d'un avion de transport léger pouvant opérer dans deux domaines différents : passagers et fret. Celui-ci était alors destiné en priorité au marché civil. Ils le désignèrent Cessna 404 Titan.
Dès le départ donc les ingénieurs développèrent donc deux versions du Cessna 404, le Titan Ambassador destiné au transport de passagers pour de petites compagnies aériennes et/ou l'aviation d'affaires, et le Titan Freighter destiné au transport de fret peu volumineux. Une version mixte, fret léger et passagers a été également développée sous la désignation de Titan Courrier.
Le prototype du Cessna 404 réalisa son premier vol le 25 février 1975 depuis l'aéroport de Wichita tandis que sa certification intervint en 1976 ouvrant la voie à sa commercialisation internationale.

### En service
Les premières livraisons commencèrent en octobre 1976. Si la très grande majorité des Cessna 404 Titan furent vendus à des clients civils, l'avion connut également une carrière militaire. 
L'US Navy notamment a utilisé deux exemplaires (numéros de série 163917 et 164761) comme avions de transport de personnels sous la désignation Cessna C-28A.

## Description
Le Cessna 404 Titan se présente sous la forme d'un monoplan à aile basse cantilever construit intégralement en métal. Il est le premier avion construit par Cessna à posséder un empennage horizontal à dièdre positif. Il est doté d'un train d'atterrissage tricycle escamotable. Sa propulsion est assurée par deux moteurs à six cylindres en ligne Continental GTSIO-520-M de 380 chevaux entraînant chacun une hélice tripale en métal et fibre de carbone. Il dispose d'un cockpit biplace côte-à-côte.

## Versions

### Désignations constructeurs
- Cessna 404 Titan : Désignation générale de la famille d'avions.
  - Titan Ambassador : Désignation de la première version de transport de personnes et d'affaires.
    - Titan Ambassador II : Désignation de la deuxième version de transport de personnes et d'affaires.
      - Titan Ambassador III : Désignation de la troisième version de transport de personnes et d'affaires.

  - Titan Courrier : Désignation de la version de transport mixte, passagers et fret.
  - Titan Freighter : Désignation de la version de transport de fret léger.

### Désignations militaires
- Cessna C-28 : Désignation attribuée dans la nomenclature militaire[3] américaine.
- Cessna Tp-87 : Désignation attribuée dans la nomenclature[4] de la force aérienne suédoise.

## Utilisateurs

### Compagnies aériennes

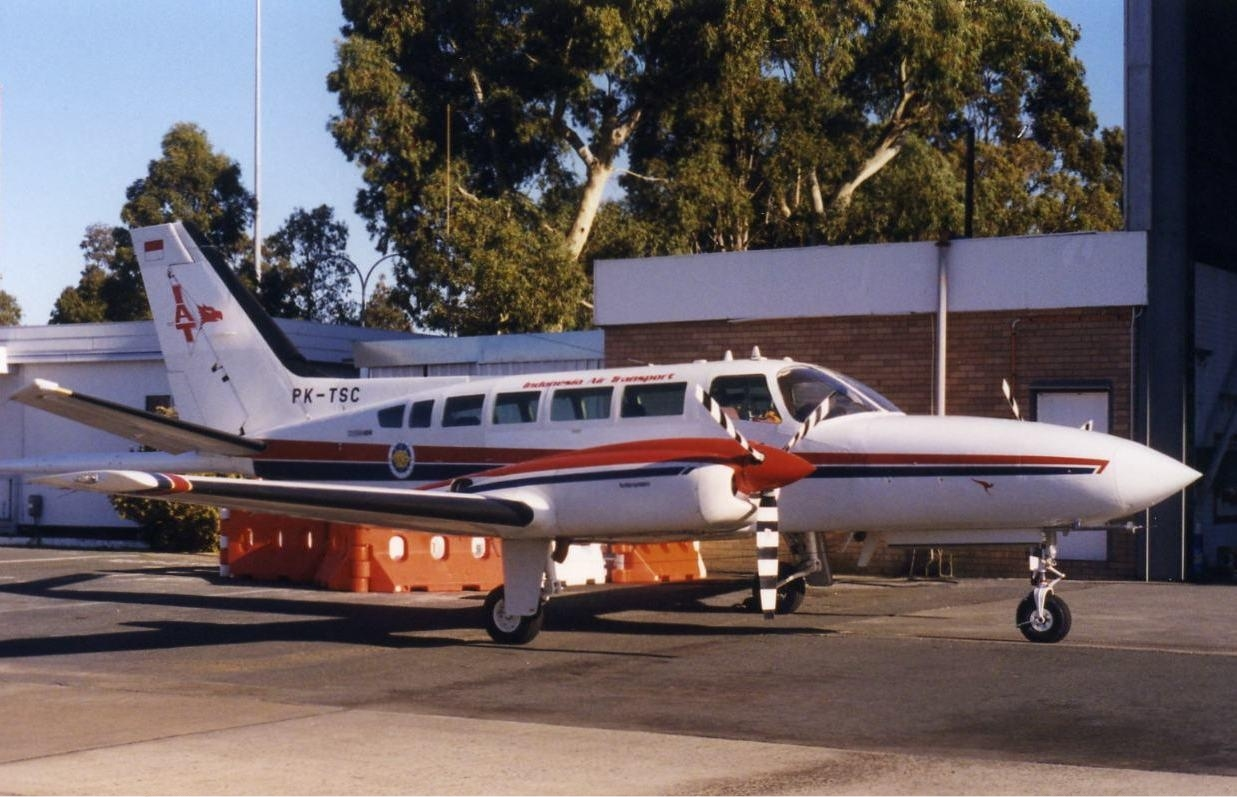
Cessna 404 Titan de la compagnie Indonesia Air Transport.

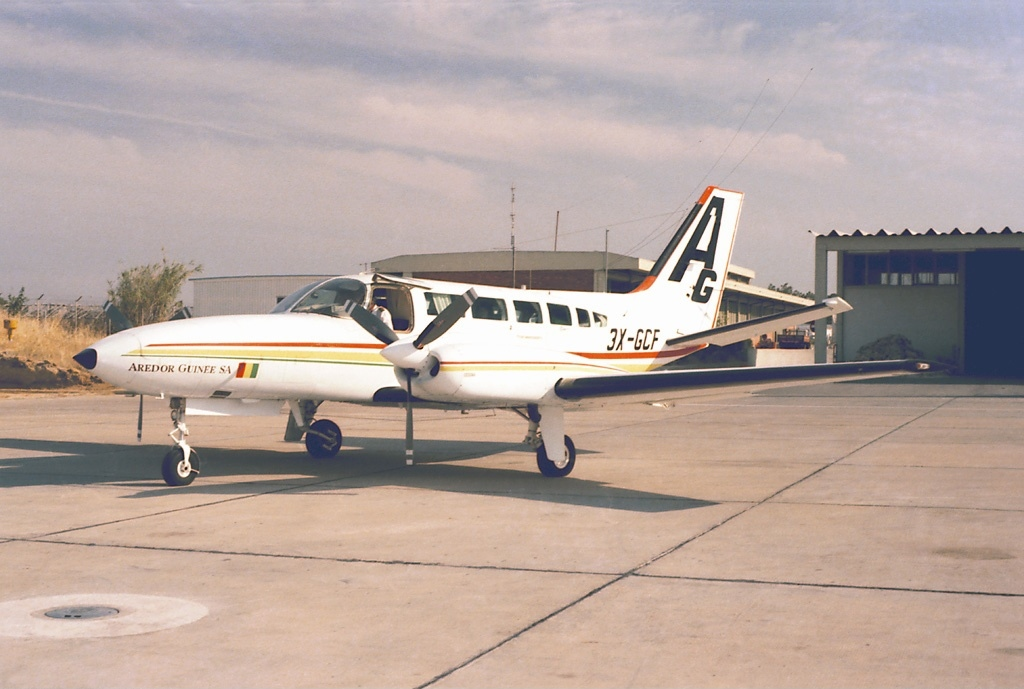
Cessna 404 Titan de la compagnie Aredor Guinée.

Parmi toutes les compagnies aériennes à avoir utilisé ou à utiliser toujours le Cessna 404 Titan, on peut noter: 
- Allemagne : Hansa Luftbild
- Allemagne : Sylt Air
- Australie : Air South
- Australie : Southern Australia
- Australie : Sunstate
- Bulgarie : Eurosense
- États-Unis : Imperial Airlines
- États-Unis : Scenic Airlines
- France : Aero Sotravia
- Guinée : Aredor Guinée[5]
- Indonésie : Indonesia Air Transport
- Norvège : Norving
- Royaume-Uni : Air Westward
- Royaume-Uni : Capital
- Suède : Swedair

### Utilisateurs militaires et parapubliques

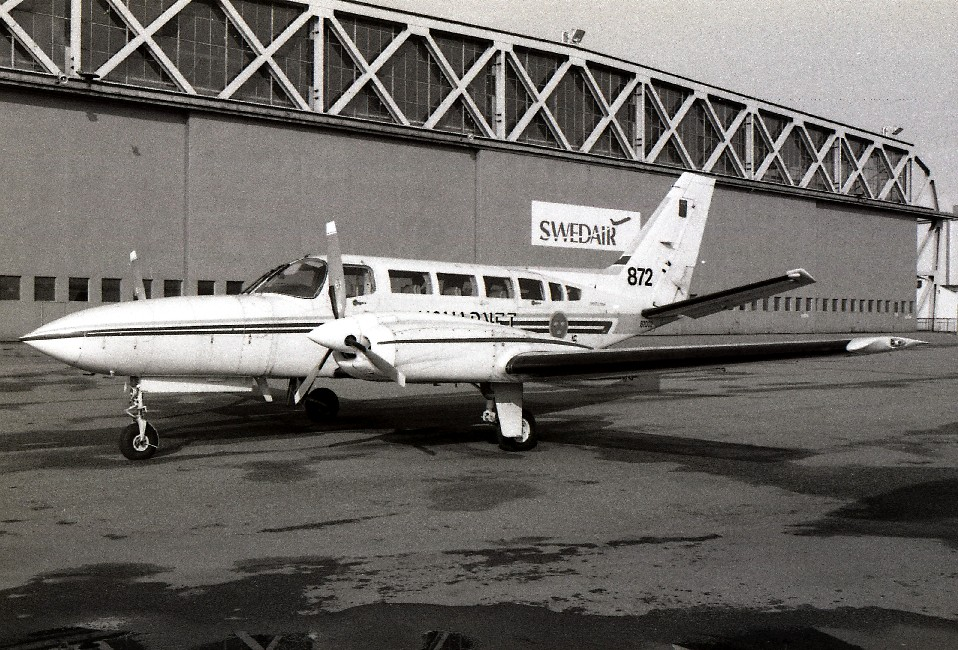
Cessna 404 Titan de la force aérienne suédoise.

- Bahamas : Royal Bahamas Defence Force.
- Bolivie : Fuerza Aérea Boliviana.
- Colombie : Fuerza Aérea Colombiana.
- États-Unis : US Navy.
- Mexique : Armada de México.
- Porto Rico : Policia.
- République dominicaine : Fuerza Aérea Dominicana.
- Royaume-Uni : HM Coastguards[6]
- Suède : Svenska flygvapnet.
- Tanzanie : Tanzania People's Defence Force.

## Sources & références

### Sources bibliographiques
- Michel Marmin, Encyclopédie "Toute l'aviation", Editions Atlas, 1993.
- (en) David Willis, Aerospace Encyclopedia of World Air Forces, Norwalk, USA, Airtime Publishing, 2009 (ISBN 978-1-880588-30-7 et 1-880588-30-7).
- (en) Stewart Wilson, Airliners of the world, Fyshwick, Australia, Aerospace Publications Australia, 1999, 173 p. (ISBN 1-875671-44-7 et 978-1-875-67144-1).
- (en) Tom Kaminsky et Mel Williams, The United States Military Aviation Directory, Norwalk, CT, Airtime Publishing, 2000, 256 p. (ISBN 978-1-880588-29-1, OCLC 44890101).
- Le grand atlas de l'aviation, Évreux, Editions Atlas, 1994, 431 p. (ISBN 2-7312-1468-6).
- Pierre Gaillard, Avions et hélicoptères militaires d'aujourd'hui, Clichy, éditions Larivière, coll. « Docavia » (no 39), 1999, 304 p. (ISBN 2-907051-24-5 et 978-2-907-05124-8).

### Sources web
- (en) Le Cessna 404 Titan sur le site Flugzeuginfo.